# توله‌سر
توله سر، روستایی است از توابع بخش مرکزی شهرستان رامسر در استان مازندران ایران.

## جمعیت
این روستا در دهستان جنت‌رودبار قرار دارد و براساس سرشماری مرکز آمار ایران در سال ۱۳۸۵، جمعیت آن زیر سه خانوار بوده‌است.خانواده‌های صدیقی - قاسمی - قربانی در این منطقه به عنوان ییلاق استفاده می‌کنند.